# Arcidiocesi di Kaduna

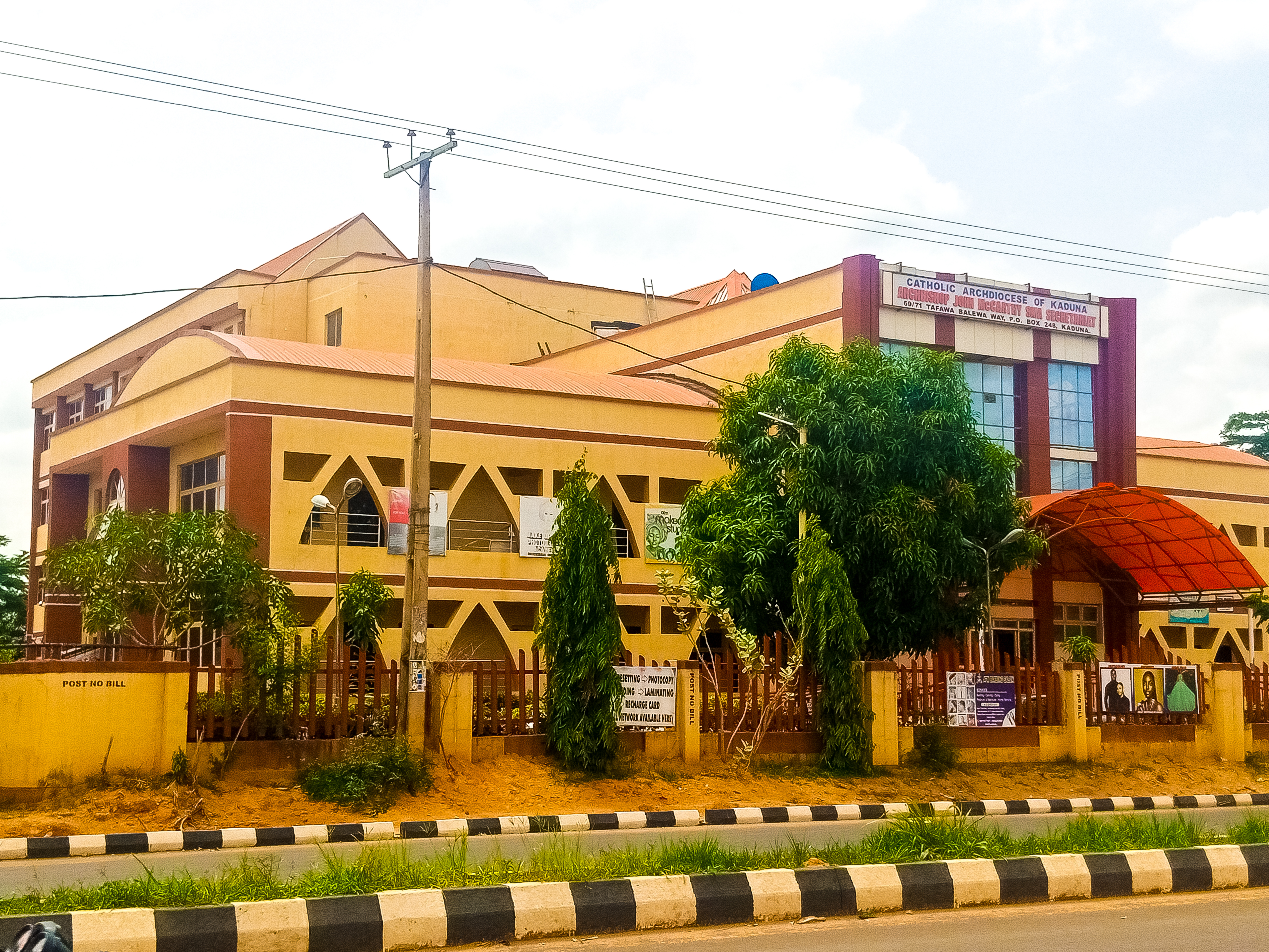
L'arcivescovado.

L'arcidiocesi di Kaduna (in latino: Archidioecesis Kadunaënsis) è una sede metropolitana della Chiesa cattolica in Nigeria. Nel 2021 contava 609.500 battezzati su 2.624.396 abitanti. È retta dall'arcivescovo Matthew Man-Oso Ndagoso.

## Territorio
L'arcidiocesi comprende parte dello Stato nigeriano di Kaduna.
Sede arcivescovile è la città di Kaduna, dove si trova la cattedrale di San Giuseppe.
Il territorio è suddiviso in 89 parrocchie.

### Provincia ecclesiastica
La provincia ecclesiastica di Kaduna, istituita nel 1959, comprende 7 suffraganee:
- diocesi di Kafanchan
- diocesi di Kano
- diocesi di Katsina
- diocesi di Kontagora
- diocesi di Minna
- diocesi di Sokoto
- diocesi di Zaria

## Storia
La prefettura apostolica della Nigeria orientale fu eretta il 24 agosto 1911 con il decreto Quo felicius di Propaganda Fide, ricavandone il territorio dalla prefettura apostolica del Niger superiore (oggi arcidiocesi di Benin City).
Il 18 luglio 1929 in forza del breve A Nobis di papa Pio XI incorporò parte dei territori della prefettura apostolica della Nigeria occidentale (oggi arcidiocesi di Benin City) e contestualmente cambiò il proprio nome in prefettura apostolica della Nigeria settentrionale.
Il 9 aprile 1934 in forza della bolla Praedecessorum Nostrorum dello stesso papa Pio XI cedette una porzione del suo territorio a vantaggio dell'erezione della prefettura apostolica di Jos (oggi arcidiocesi) e contestualmente cambiò il proprio nome in prefettura apostolica di Kaduna.
Il 28 aprile 1942 cedette un'altra porzione di territorio a vantaggio dell'erezione della prefettura apostolica di Niamey (oggi arcidiocesi).
Il 18 aprile 1950 per effetto del decreto Cum in Africa della Sacra Congregazione di Propaganda Fide il nome latino della prefettura fu mutato da de Kaduna a Kadunaënsis.
Il 29 giugno 1953 cedette un'ulteriore porzione del suo territorio a vantaggio dell'erezione della prefettura apostolica di Sokoto (oggi diocesi) e contestualmente fu elevata a diocesi con la bolla Magno gaudio di papa Pio XII. Originariamente era suffraganea dell'arcidiocesi di Lagos.
Il 21 febbraio 1955 cedette ancora una porzione del suo territorio a vantaggio dell'erezione della prefettura apostolica di Kabba (oggi diocesi di Lokoja).
Il 16 giugno 1959 la diocesi è stata ancora elevata ad arcidiocesi metropolitana con la bolla Qui arcano Dei di papa Giovanni XXIII.
Il 9 novembre 1964, il 22 marzo 1991, il 10 luglio 1995 e il 5 dicembre 2000 cedette porzioni del suo territorio a vantaggio dell'erezione rispettivamente della prefettura apostolica di Minna (oggi diocesi), della missione sui iuris di Kano (oggi diocesi) e delle diocesi di Kafanchan e di Zaria.

## Cronotassi dei vescovi
Si omettono i periodi di sede vacante non superiori ai 2 anni o non storicamente accertati.
- Joseph Oswald Timothée Waller, S.M.A. † (1912 - 1929 dimesso)
- François O'Rourke, S.M.A. † (17 maggio 1929 - 31 marzo 1930 nominato vicario apostolico della Costa di Benin[1])
- William Thomas Porter, S.M.A. † (8 aprile 1930 - 25 aprile 1933 nominato vicario apostolico della Costa d'Oro[2])
- Thomas Hughes, S.M.A. † (12 gennaio 1934 - 12 gennaio 1943 nominato vicario apostolico di Ondo-Ilorin[3])
- John MacCarthy, S.M.A. † (14 maggio 1943 - 10 aprile 1975 dimesso)
- Peter Yariyok Jatau † (10 aprile 1975 succeduto - 16 novembre 2007 ritirato)
- Matthew Man-Oso Ndagoso, dal 16 novembre 2007

## Statistiche
L'arcidiocesi nel 2021 su una popolazione di 2.624.396 persone contava 609.500 battezzati, corrispondenti al 23,2% del totale.
| anno | popolazione | popolazione | popolazione | presbiteri | presbiteri | presbiteri | presbiteri                | diaconi | religiosi | religiosi | parrocchie |
| anno | battezzati  | totale      | %           | numero     | secolari   | regolari   | battezzati per presbitero | diaconi | uomini    | donne     | parrocchie |
| ---- | ----------- | ----------- | ----------- | ---------- | ---------- | ---------- | ------------------------- | ------- | --------- | --------- | ---------- |
| 1949 | 16.887      | 6.000.000   | 0,3         | 28         | 28         |            | 603                       |         |           | 17        | 10         |
| 1970 | 54.000      | 7.900.000   | 0,7         | 43         | 3          | 40         | 1.255                     |         | 41        | 49        | 22         |
| 1980 | 145.795     | 7.489.000   | 1,9         | 52         | 13         | 39         | 2.803                     |         | 39        | 23        |            |
| 1990 | 321.257     | 7.449.000   | 4,3         | 68         | 42         | 26         | 4.724                     |         | 26        | 18        | 43         |
| 1999 | 318.443     | 3.240.000   | 9,8         | 70         | 60         | 10         | 4.549                     |         | 10        | 22        | 45         |
| 2000 | 253.502     | 2.163.000   | 11,7        | 63         | 53         | 10         | 4.023                     |         | 10        | 22        | 35         |
| 2001 | 269.150     | 2.163.000   | 12,4        | 52         | 44         | 8          | 5.175                     |         | 8         | 22        | 35         |
| 2002 | 280.150     | 2.163.000   | 13,0        | 55         | 45         | 10         | 5.093                     |         | 10        | 22        | 35         |
| 2003 | 310.543     | 2.248.000   | 13,8        | 74         | 66         | 8          | 4.196                     |         | 8         | 27        | 42         |
| 2004 | 323.076     | 4.951.310   | 6,5         | 80         | 72         | 8          | 4.038                     |         | 8         | 27        | 41         |
| 2006 | 382.638     | 5.230.000   | 7,3         | 96         | 88         | 8          | 3.985                     |         | 8         | 27        | 43         |
| 2011 | 545.380     | 5.916.000   | 9,2         | 88         | 76         | 12         | 6.197                     |         | 37        | 26        | 50         |
| 2013 | 569.898     | 1.769.186   | 32,2        | 94         | 84         | 10         | 6.062                     |         | 35        | 24        | 60         |
| 2016 | 581.730     | 2.001.000   | 29,1        | 118        | 106        | 12         | 4.929                     |         | 37        | 35        | 75         |
| 2019 | 591.000     | 2.424.396   | 24,4        | 147        | 140        | 7          | 4.020                     |         | 7         | 34        | 93         |
| 2021 | 609.500     | 2.624.396   | 23,2        | 131        | 124        | 7          | 4.652                     |         | 7         | 34        | 89         |